# Xavier Margairaz
Xavier Margairaz (Rances (Vaud), 7 de Janeiro de 1984) é um meio-campista suíço.

## Carreira
Em 2001 ínicia a sua carreira no FC Lausanne-Sport, onde joga duas épocas. Devido a grave crise financeira que o clube atravessa assina pelo Neuchâtel Xamax Football Club onde as suas qualidades convenceram logo varíos clubes suíços. Em janeiro de 2005 assina pelo FC Zurich. As suas qualidades técnicas acima da média permitam-lhe desde logo ganhar uma certa popularidade no futebol helvético. Após dois anos no FC Zurich deixa-se convencer pela Liga espanhola e assina pelo Osasuna. Infelizmente uma grave lesão afasta-o dos relvados uma época inteira. Após esse período conturbado regressa ao FC Zurich por empréstimo de modo a voltar a ganhar ritmo. O regresso de Margairaz  ao FCZ foi um sucesso, rapidamente volta a ganhar a titularidade no seio da equipa suíça alemã. No dia 15 setembro 2009, Xavier Margairaz marca um golo na Ligas dos Campeões frente ao Real Madrid CF.
Em 2012, assina por 3 anos e meio pelo FC Sion. 
Dia 16 Maio 2013 e após uma derrota em casa frente ao Grasshopper Club por 0-4, corre para as bancadas para agredir o présidente do clube Christian Constantin mas foi prontamente neutralizado por elementos da equipa. As causas deste gesto ainda não foram conhecidas mas o facto de a equipa vir de uma série de péssimos resultados e o ambiente pesado que se vive no clube devem explicar tal acto.
Desde 2020, é nomeado "Team manager"  do Lausanne Sports.

### Seleção nacional
18 internacionalizações e 1 golo.
Sua primeira seleção foi frente às  Seleção Feroesa de Futebol no dia de 4 junho de 2005.
Xavier Margairaz é convocado pelo selecionador Köbi Kuhn para participar na Copa do Mundo FIFA de 2006 com a Seleção Suíça de Futebol, infelizmente não sera titular em nenhum dos jogos desta competição. 
Em 2008, devido à uma grave lesão, não lhe é possível participar ao Euro 2008 que se realiza no seu país.
Embora tenha uma qualidade técnica acima da média na suíça, Xavier Margairaz nunca consegui impor-se na seleção nacional do seu país. É convocado regularmente mas não é titular.

## Títulos
- Campeonato Suíço de Futebol em 2006, 2007 et 2009 com o FC Zürich
- Taça da Suíça em 2005 com o FC Zürich